# Lada Pejchalová
Lada Pejchalová (* 15. November 1998) ist eine tschechische Hochspringerin.

## Sportliche Laufbahn
Ihren ersten internationalen Auftritt hatte Lada Pejchalová bei U18-Weltmeisterschaften 2015 im kolumbianischen Cali, bei denen sie mit 1,82 m die Bronzemedaille gewann. 2016 qualifizierte sie sich für die U20-Weltmeisterschaften in Bydgoszcz und belegte dort mit 1,86 m den vierten Platz. 2017 erfolgte die Teilnahme an den U20-Europameisterschaften in Grosseto, bei denen sie mit 1,85 m den fünften Platz belegte.  Im Jahr darauf qualifizierte sie sich für die Europameisterschaften in Berlin, bei denen sie mit 1,81 m in der Vorrunde ausschied.
2018 wurde Pejchalová tschechische Hallenmeisterin im Hochsprung.

## Persönliche Bestleistungen
- Hochsprung (Freiluft): 1,90 m, 1. Juli 2016 in Miskolc
  - Hochsprung (Halle): 1,89 m, 18. Februar 2018 in Prag